# Jan Kan (politicus)

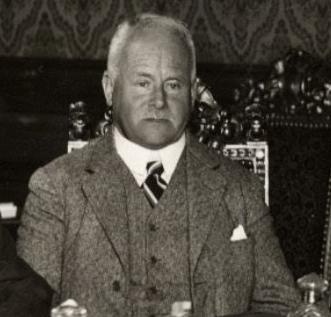
Mr. J.B. Kan

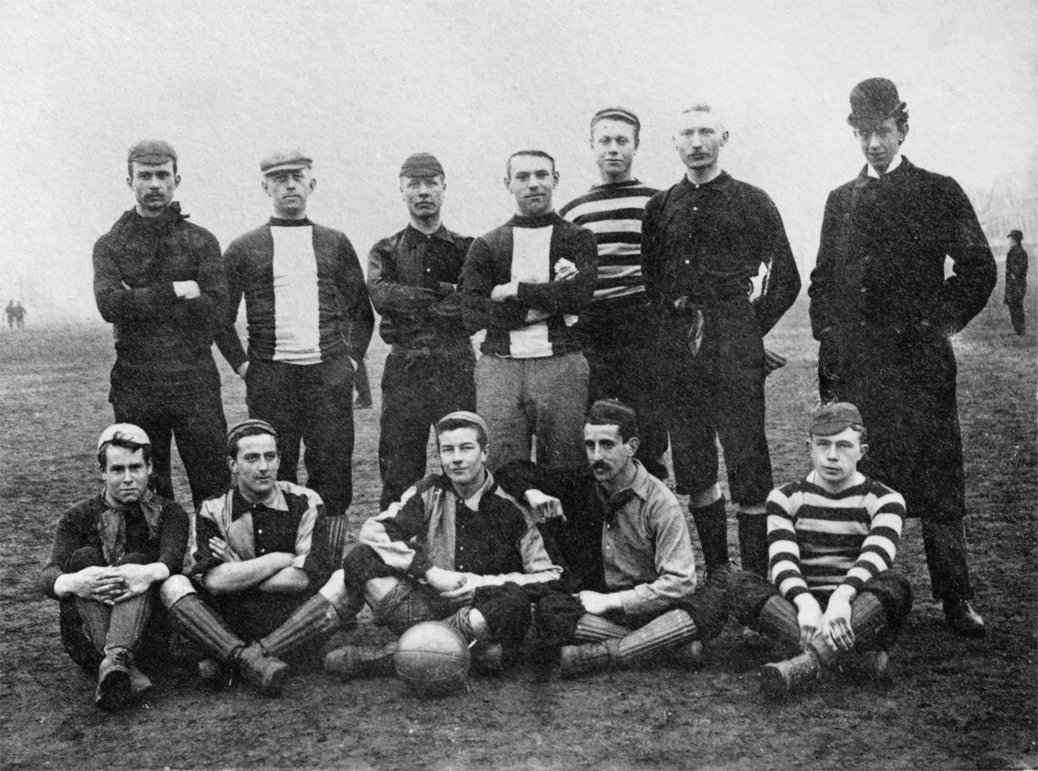
Jan Kan (links, zittend) als speler van een officieus Nederlands voetbalelftal (1894)

Johannes Benedictus (Jan) Kan (Nijmegen, 18 mei 1873 – 's-Gravenhage, 8 mei 1947) was een Nederlands top-ambtenaar en politicus.
Jan Kan was een zeer sportieve man: in zijn jeugd maakte hij deel uit van het eerste officieuze Nederlands voetbalelftal. Als clubspeler ging hij in 1892 de geschiedenis in als de eerste Nederlandse speler die een strafschop benutte. Kan voetbalde voor de Football Club "Victoria". Hij speelde ook linksback bij hockeyclub TOGO. Later in zijn carrière ging hij 's winters vaak schaatsen met prinses Juliana.
Na het Erasmiaans Gymnasium in Rotterdam en zijn rechtenstudie in Leiden werd Kan ambtenaar, eerst bij de gemeente Rotterdam en later op het ministerie van Financiën. Van 1908 tot 1931 was hij secretaris-generaal van het ministerie van Binnenlandse Zaken. In die tijd kreeg hij landelijke bekendheid, doordat hij de man was die namens de Nederlandse regering de contacten onderhield met de gevluchte Duitse keizer Wilhelm II. Dat deed hij aanvankelijk op zijn gebruikelijke informele wijze (hij droeg zelden een hoed en ging op Prinsjesdag naar de Ridderzaal op de fiets met zijn sabel aan de stang gebonden) tot hem duidelijk werd gemaakt dat de Keizer op meer decorum gesteld was.
In 1926 werd Kan benaderd om als formateur een ambtenarenkabinet te vormen. Hij weigerde dit te doen, maar trad wel toe tot het kabinet-De Geer I als minister van Binnenlandse Zaken en Landbouw. Kan was niet partijgebonden, maar gold als links-liberaal. Tijdens zijn ministerschap kwam een wijziging van de Kieswet tot stand, waardoor het stemmen bij volmacht mogelijk werd.
Na zijn ministerschap was Kan van 1931 tot zijn dood lid van de Raad van State. Zijn zoon Jan M. Kan zou dezelfde functie jaren later ook bekleden, maar zijn andere zoon werd bekender: de cabaretier Wim Kan.